# Mundsburg

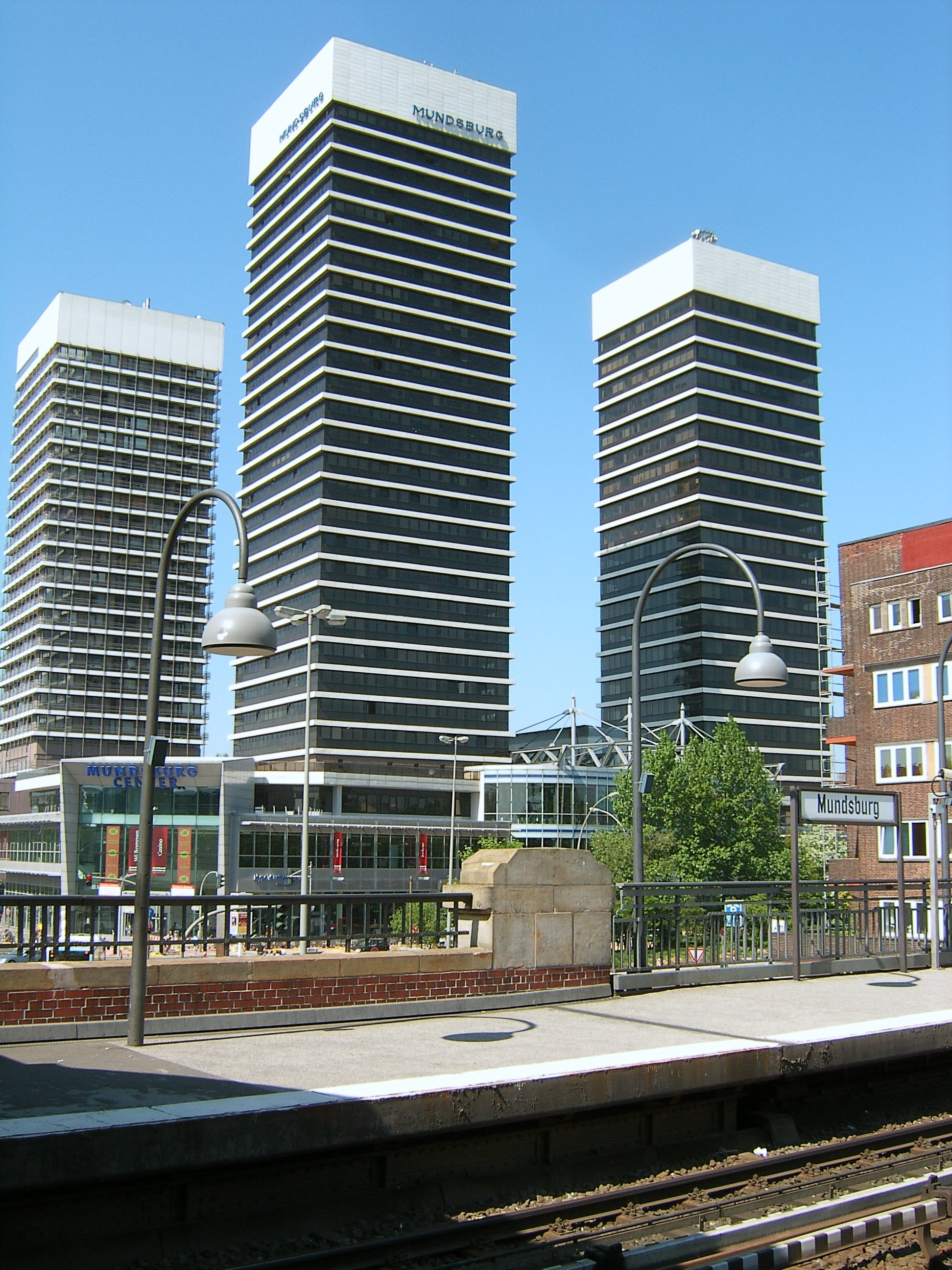
Die drei „Mundsburg-Türme“

Als Mundsburg wird ein nicht genau definiertes Gebiet um den gleichnamigen U-Bahnhof in Hamburg bezeichnet. Es liegt im Bezirk Hamburg-Nord in den Stadtteilen Uhlenhorst und Barmbek-Süd.

## Geschichte
Der Name geht auf einen früheren Eigentümer des Geländes zurück, den 1746 verstorbenen Hamburger Weinhändler Johann Heinrich Mund. Er erwarb 1721 einen der Immenhöfe auf der linken Alsterseite, der bereits im 16. Jahrhundert erwähnt wurde. Dessen neu errichtetes Hauptgebäude wurde nach ihm „Mundtsburg“ genannt. Das Mundsburg-Gelände befand sich zwischen den heutigen Straßen Schürbeker Straße, Mundsburger Damm und Immenhof.
Das Gehöft wurde zunächst als Gemüsehof mit angeschlossener Viehzucht betrieben. Die Erben Munds verkauften einen Teil des Geländes an Gewerbebetriebe, darunter eine Windmühle. Die Franzosen zerstörten 1813 zu Verteidigungszwecken das Gelände. Das vereinfacht „Mundshof“ genannte Gebäude wurde danach wieder aufgebaut und im Jahr 1866 von der Stadt zurückgekauft. Es bestand bis 1879.
Der Mundsburger Damm entstand bei der Geländeaufschüttung der Uhlenhorst um 1870. Die Mundsburger Brücke über den Mundsburger Kanal stellte eine neue Verbindung nach Hohenfelde dar.

## Architektur
Prägende Gebäude wie der U-Bahnhof Mundsburg, die ehemalige Polizeiwache und das Hammonia-Bad stehen unter Denkmalschutz.

### Mundsburg-Türme

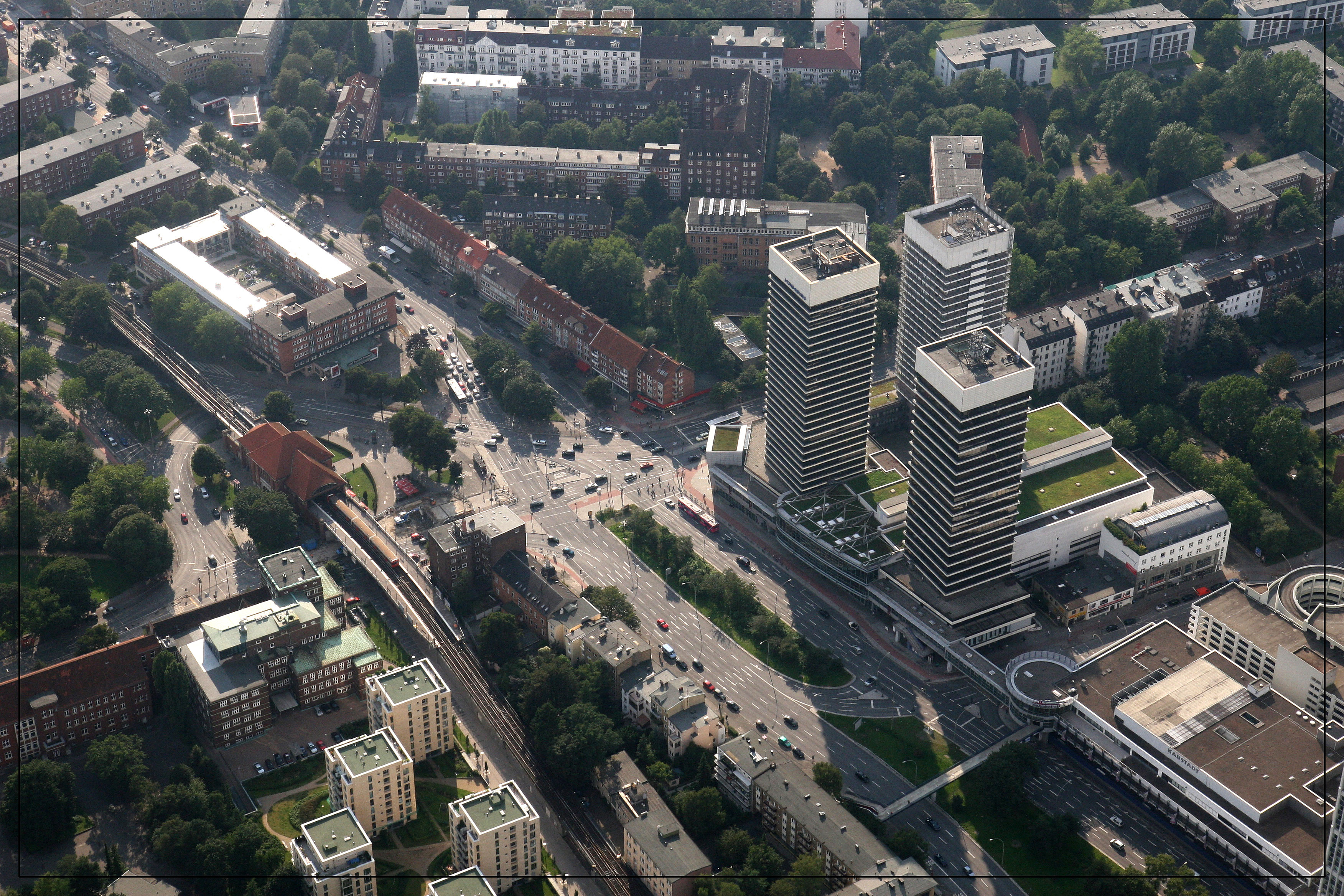
Luftaufnahme der Mundsburg (August 2007)

Die weithin sichtbaren, rund 100 Meter hohen Hochhäuser „Mundsburg-Türme“ wurden Anfang der 1970er Jahre erbaut. Sie gehören, da die Stadtteilgrenze in den 1930er Jahren von der Bachstraße zum Winterhuder Weg verschoben wurde, zum Stadtteil Barmbek-Süd.

#### Frühere Nutzung des Geländes

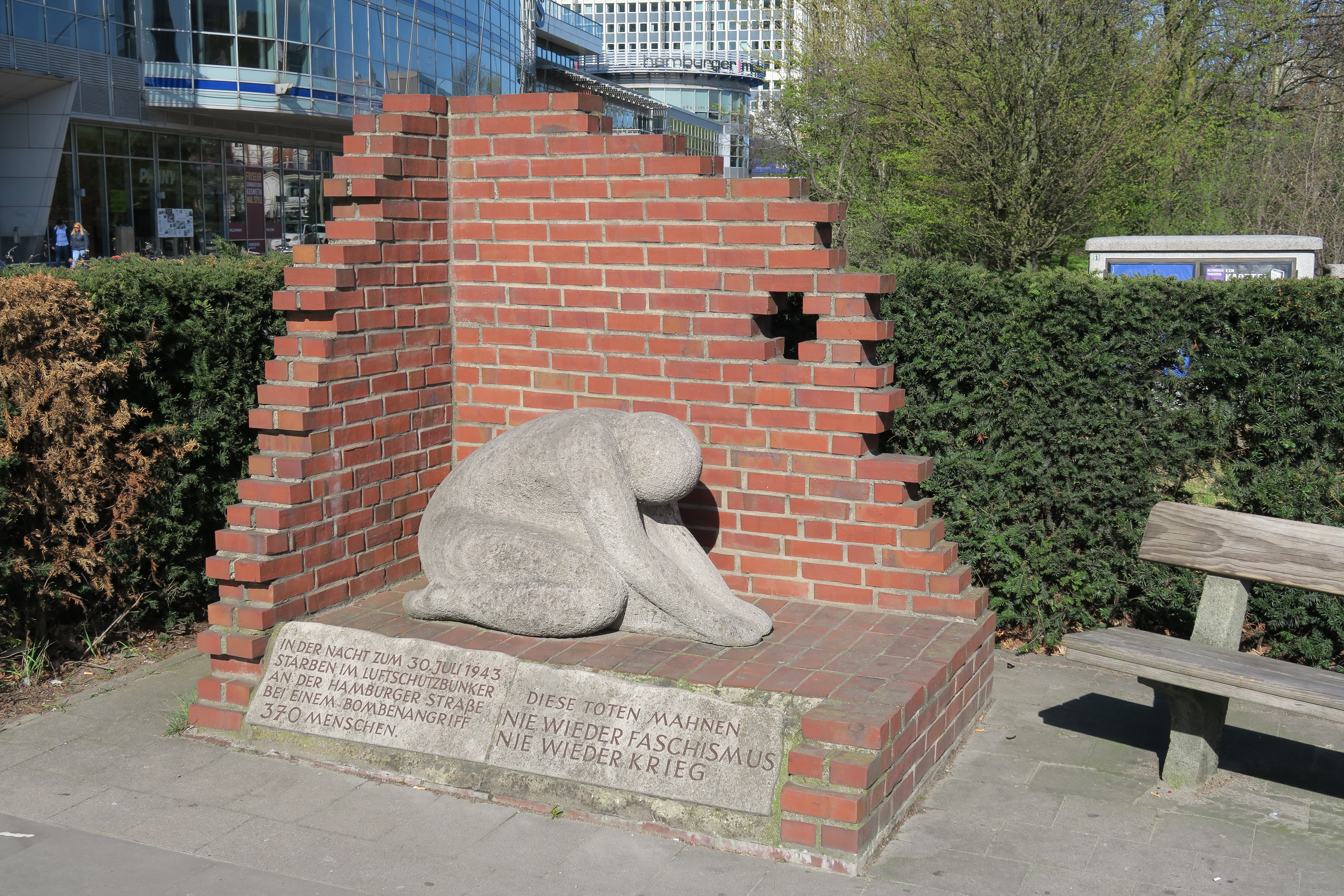
Mahnmal gegen Krieg und Faschismus (von Hildegard Huza 1985)

Auf dem Gelände Hamburger Straße Ecke Winterhuder Weg befanden sich bis zum Zweiten Weltkrieg bis zu vierstöckige Mehrfamilienhauskomplexe im Stil des Historismus mit 16 einzelnen Geschäften, u. a. der Bäckerei Mordhorst, der Schlachterei Lenk und der Vereinsbank Hamburg. Sie wurden durch die Bombardierung Hamburgs 1943 weitgehend zerstört. Hieran und an die 370 Bombenopfer, die bei der Operation Gomorrha im öffentlichen Luftschutzbunker des ehemaligen Karstadt-Gebäudes an Kohlenmonoxydgasen erstickten, erinnert das Mahnmal von Hildegard Huza am Fußgängerüberweg von der Hamburger Straße zur Oberaltenallee. Es wurde am 30. Juli 1985 eingeweiht und zeigt einen schutzsuchenden Menschen in einer Mauerecke aus Ziegelsteinen.

#### Wohn- und Geschäftshochhäuser
Die beiden an der Hamburger Straße gelegenen Türme wurden im Jahr 1973 nach einem Entwurf der Hamburger Architektengemeinschaft Garten, Kahl und Bargholz durch den Immobilien-Projektentwickler „Spranger & Büll“ fertiggestellt. Der an der Ecke zum Winterhuder Weg gelegene Turm mit der Aufschrift „Mundsburg“ – eine der höchsten Wohnanlagen Deutschlands – ist 101 m hoch und beherbergt von der 5. bis zur 29. Etage weitgehend 1- und 2-Zimmer-Eigentumswohnungen. Der hintere Turm ist 90 Meter hoch, hat 22 Büro-Etagen und wurde bis 2011 grundlegend renoviert.
Die Eigentumswohnungen waren bei Fertigstellung 1973 sehr exklusiv. In der Eingangshalle befindet sich ein Portier. Das Gebäude verfügte über eine Vorrüstung für eine zentrale Klimaanlage, die aufgrund der hohen erwarteten Betriebskosten (Ölkrise 1973) jedoch nie in Betrieb genommen wurde. Die Bewohner konnten mit dem Aufzug das mittlerweile nicht mehr vorhandene Schwimmbad auf Höhe der vierten Etage erreichen. Die Kaufpreise der Wohnungen waren entsprechend hoch. Der dritte, am Winterhuder Weg gelegene Turm wurde 1975 fertiggestellt. Er ist 97 Meter hoch, hat kleine, umlaufenden Balkone und 26 Etagen mit 1- und 2-Zimmer-Mietwohnungen.
Anders als in den USA ist dieser Versuch, innerstädtische Hochhauswohnungen im gehobenen Segment zu etablieren, in Hamburg ein Einzelfall geblieben. Das einzige vergleichbare Bauwerk in Hamburg ist die kleinere Wohnhochhausanlage „Palmaille 35“ in Altona, ebenfalls aus dem Jahr 1973.
Ende Januar 2023 wurde bekannt, dass die Stadt Hamburg über ihr Tochterunternehmen „Fördern & Wohnen“ einen (im Bild links) der drei Mundsburg Türme gekauft hat. Verkäuferin ist ein Unternehmen der Think United Group des Projektentwicklers Tomislav Karajica.

### Einkaufszentren

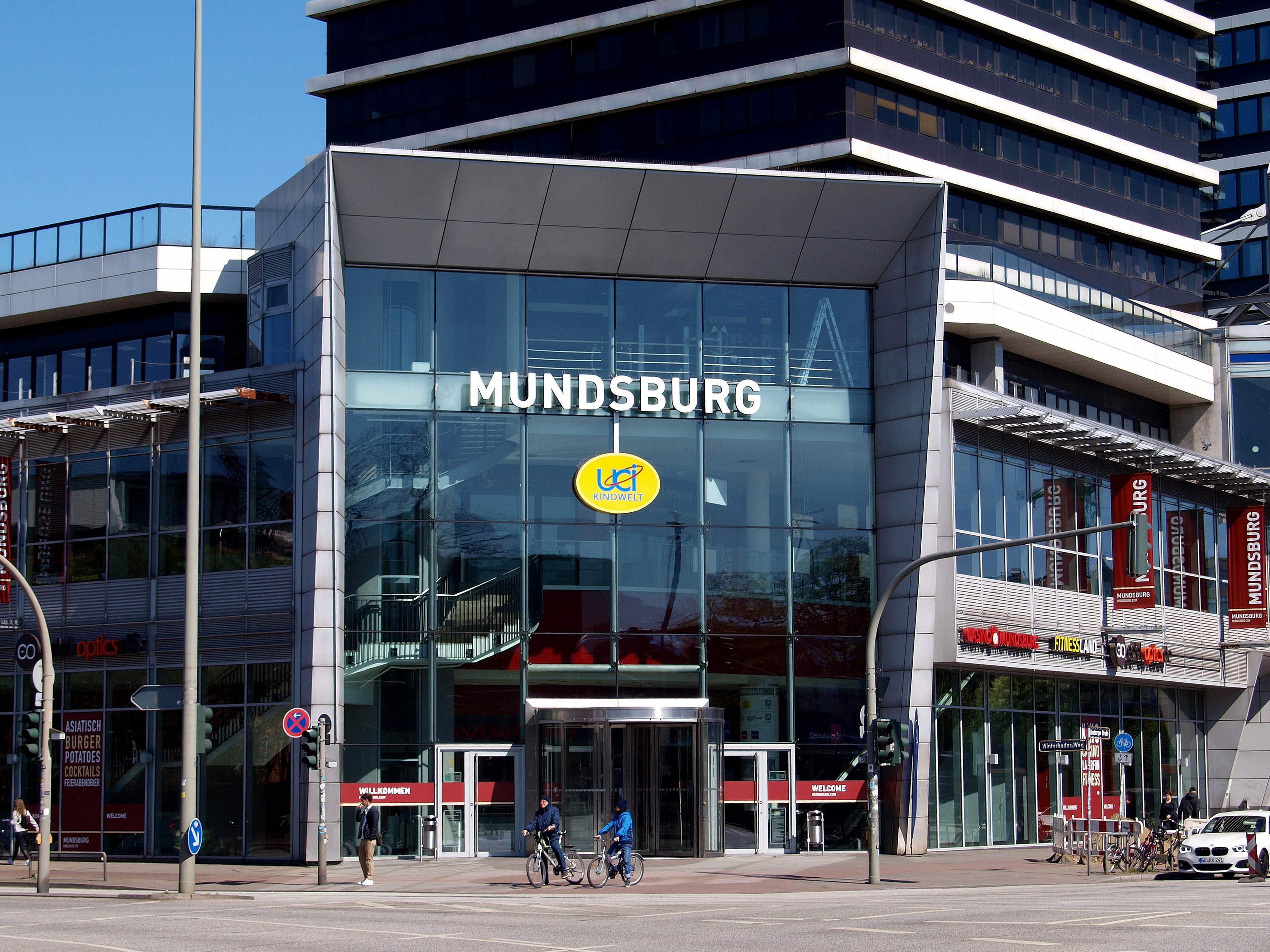
UCI Kino Mundsburg

Ein großes Tor Ecke Hamburger Straße / Winterhuder Weg bildet seit einer „Revitalisierung“ des Mundsburg-Komplexes im Jahr 1998 den Eingang zum Einkaufszentrum „Mundsburg-Center“ mit Verbindung im ersten Stock in das Einkaufszentrum „Hamburger Meile“. Im Zuge dieser Umgestaltung wurden das bis dahin in Höhe der vierten Etage (auf dem Dach des Sockelgeschosses) gelegene Schwimmbad, eine Sauna, ein Sportzentrum sowie ein Kinokomplex aus dem Jahr 1973 zwischen 1997 und 1998 abgerissen. Diese einschneidenden Umbauten haben den im ursprünglichen Entwurf der Architekten Garten, Kahl und Bargholz enthaltenen Bezug zwischen Sockelgeschoss und Hochhaustürmen zerstört.
Im „Mundsburg Center“ befinden sich seit dem Umbau neben Einzelhandels- und Gastronomieangeboten u. a. ein Multiplex-Kino und eine Automaten-Spielbank.

### Ehemalige Polizeiwache

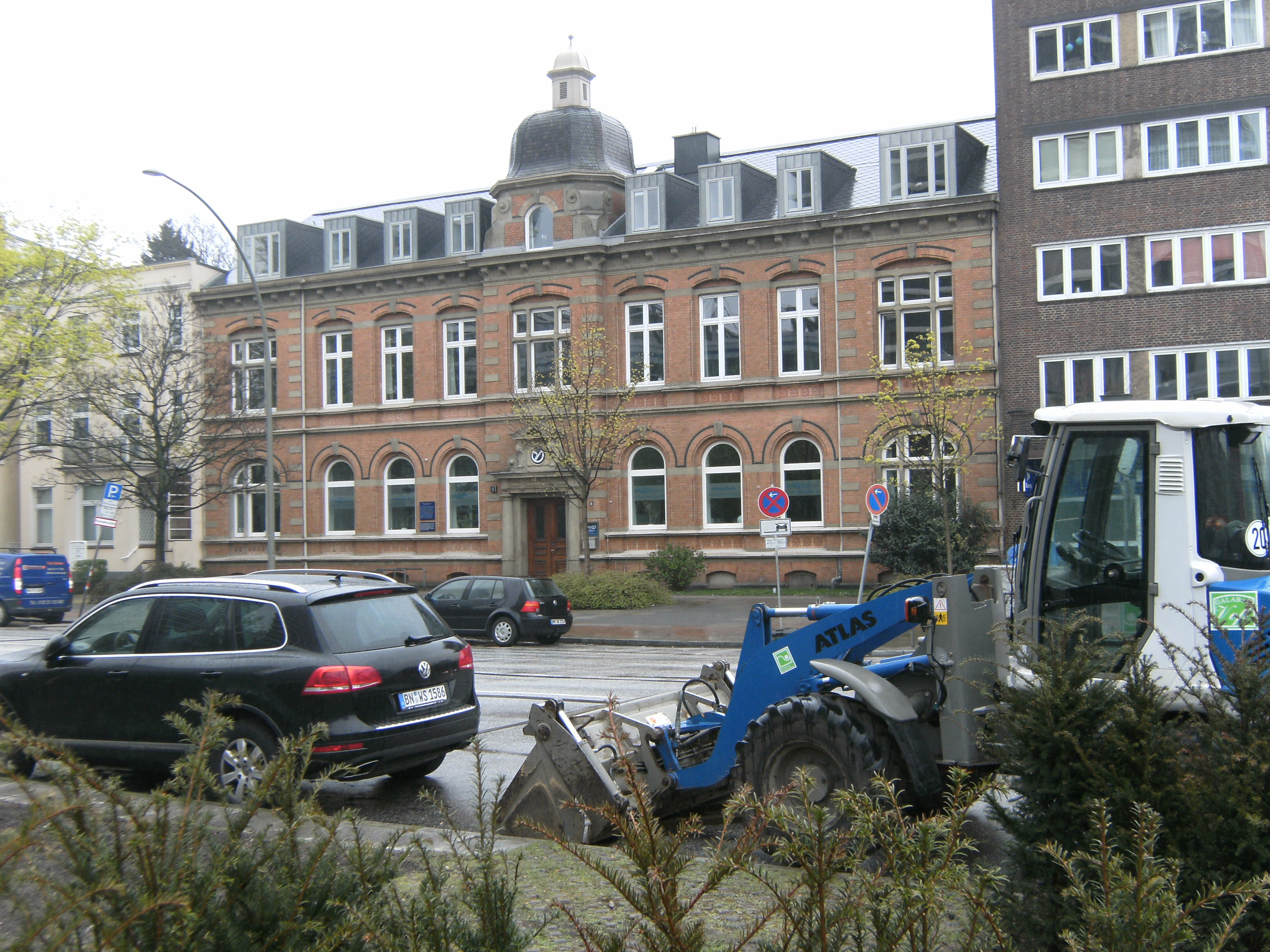
Ehemalige Polizeiwache Oberaltenallee, heute Sitz von Youth For Understanding

Der Backsteinbau mit Sandstein-Gliederung und Terrakotta-Schmuck entstand 1893 nach Plänen von Baudirektor Carl Zimmermann an der Oberaltenallee und beherbergte zunächst das Bezirksbüro der Polizeibehörde. Der Baustil ist von Renaissancebauten inspiriert. Bis zum 15. März 2009 war hier das Polizeikommissariat 31 untergebracht. Seit dem 16. März 2009 befindet sich das Polizeikommissariat in einem Neubau weiter stadtauswärts in der Oberaltenallee gegenüber dem Einkaufszentrum Hamburger Straße. Seit September 2011 nutzt die Schüleraustausch-Organisation Deutsches Youth for Understanding Komitee e. V. das Gebäude als Geschäftsstelle.
Der Straßenname „Oberaltenallee“ entstammt der Zeit, als diese eine Privatstraße des Kollegiums der Oberalten war. Die Oberaltenallee war bis in die Zeit des Zweiten Weltkriegs eine in zwei Richtungen befahrene Parallelstraße der Hamburger Straße. Mit Revitalisierung des Straßenzuges von der Adolf-Schönfelder-Straße im Osten bis zum Winterhuder Weg in den späten 1960er Jahren wurde der Fahrtrichtungsverlauf im Sinne einer gemeinsamen Einbahnstraßenregelung geändert.

## Verkehr

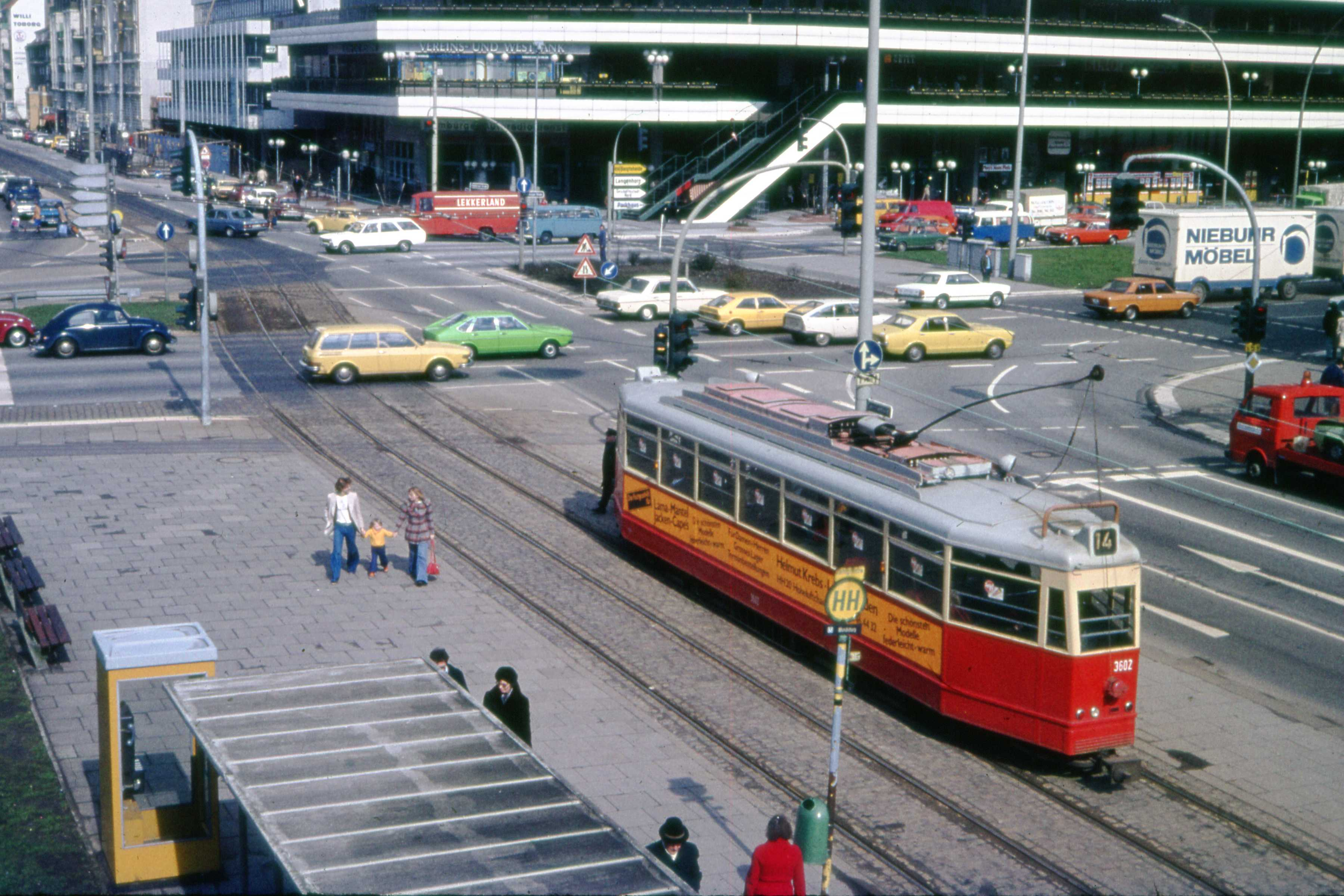
Ca. 1977: Straßenbahnhaltestelle

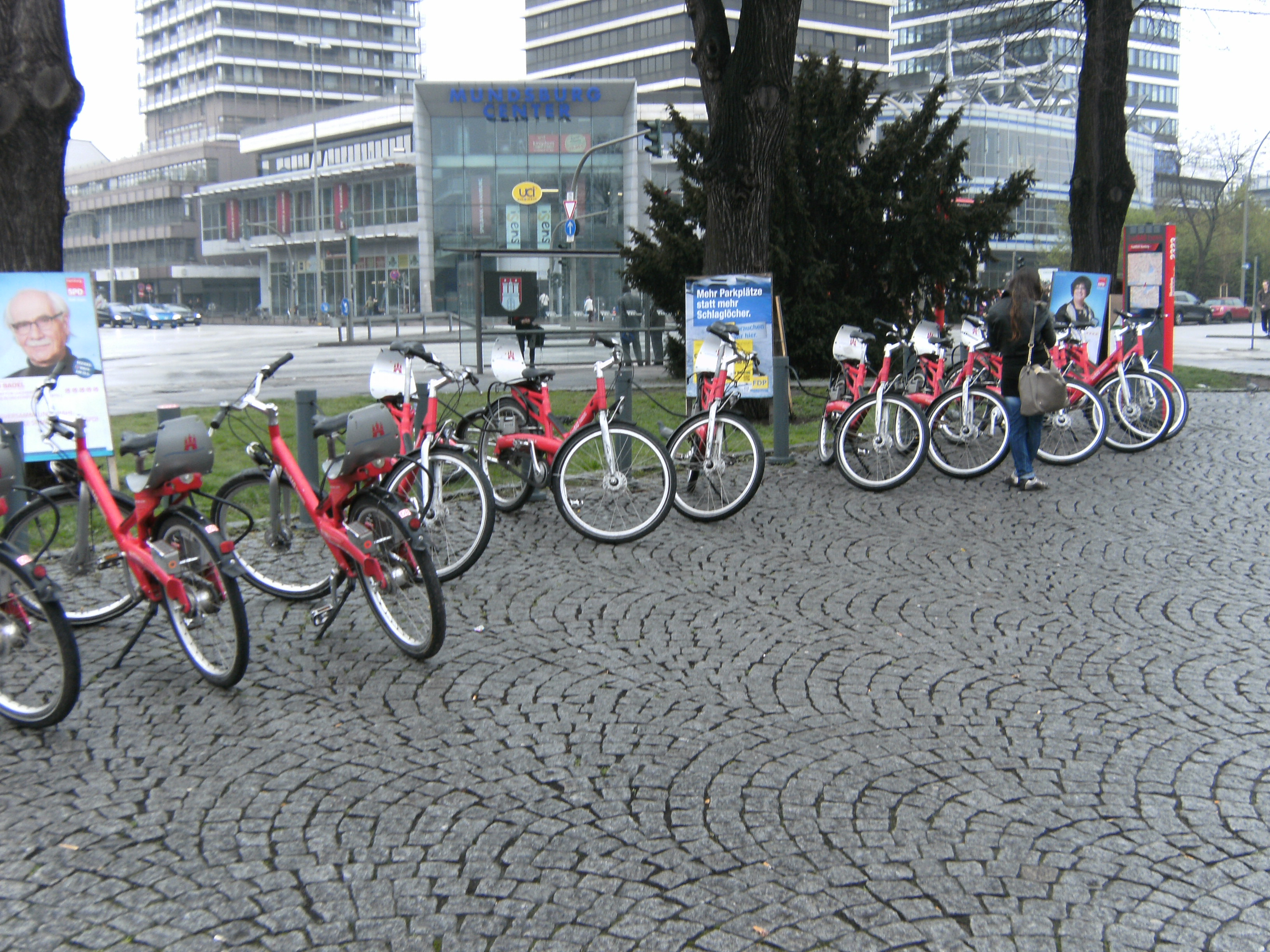
StadtRAD-Station vor dem U-Bahnhof Mundsburg

Die Kreuzung an der Mundsburg ist ein wichtiger Verkehrsknoten der Stadt. Hier kreuzen sich die Verkehrsströme aus der Innenstadt und aus dem Süden, die von den Elbbrücken (A 255) nordöstlich in Richtung City Nord und Flughafen sowie ehemaliger B 434 Richtung Bargteheide fließen, mit der B 5 von Berlin nach Husum.
Der U-Bahnhof Mundsburg ist eine Station der Ringlinie U 3, hier halten auch die Busse der Metrobuslinie 25 & 18 sowie der Linien 172 und 173 (Mundsburger Brücke – Bf. Barmbek – Ohlsdorf – Fuhlsbüttel / – Bramfeld). Vor dem Bahnhofsgebäude befinden sich ein Taxistand und eine Leihstation für Stadträder.
Buslinie 37 ist eingestellt.
Bis Mitte der 1960er Jahre verkehrten am U-Bahnhof Mundsburg die Straßenbahnlinien 6 nach Ohlsdorf, 9 nach Bramfeld See (beide bis U/S-Barmbek parallel zur U-Bahn), 8 nach Farmsen Trabrennbahn über U-Bahnhof Dehnhaide sowie 14 (St. Pauli – Eimsbüttel – Eppendorf – Winterhude – Berliner Tor – Veddel) und 15 (Altona – Eimsbüttel – Eppendorf – Winterhude – Burgstraße – Hamm). Bis Mitte der 1970er Jahre waren es nur noch die beiden (inzwischen verkürzten) Linien 14 und 15 in Richtung Winterhude bzw. Veddel und Hamm.

## Kultur

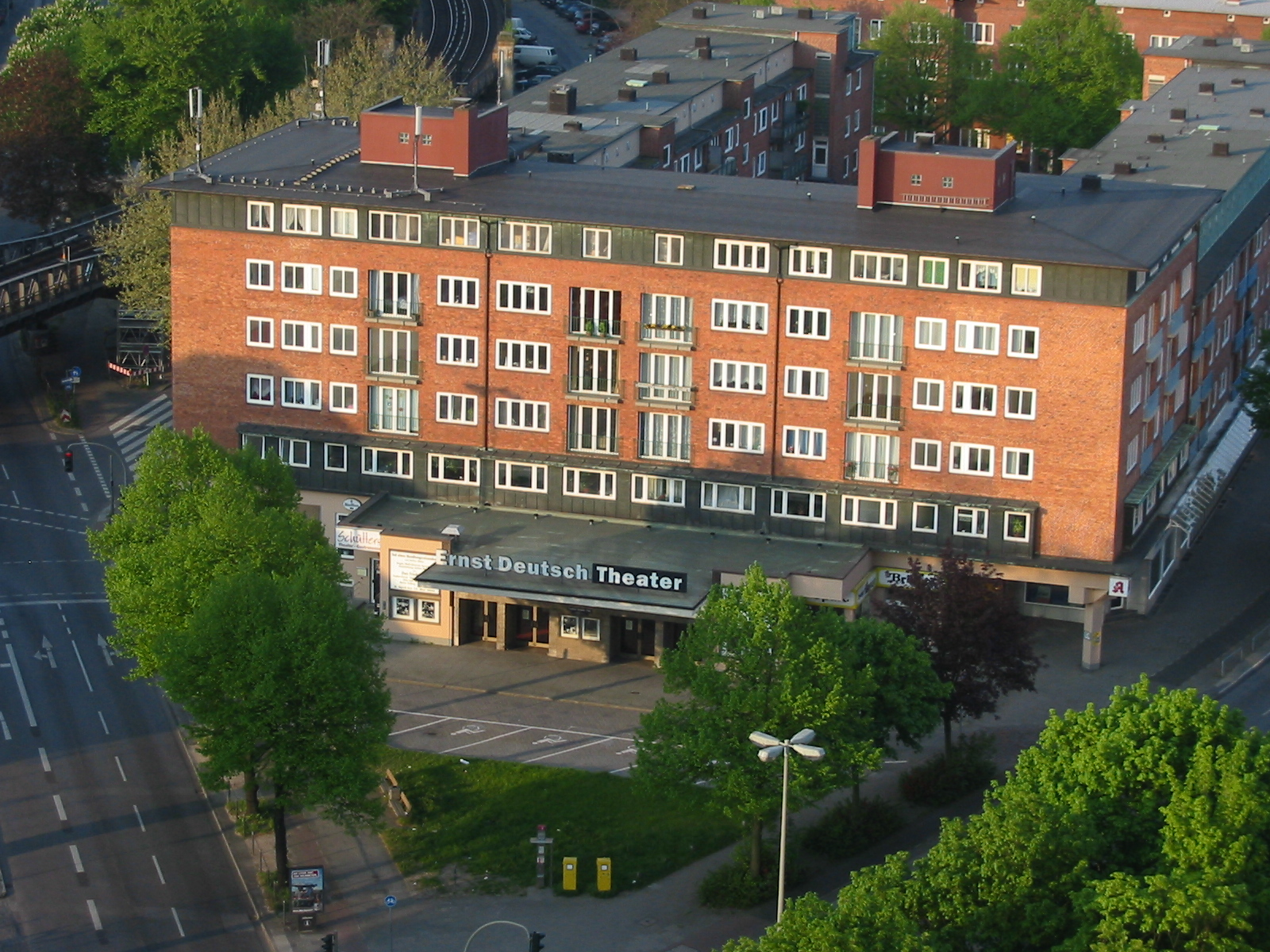
Ernst-Deutsch-Theater im Wohnblock am Friedrich-Schütter-Platz (2004)

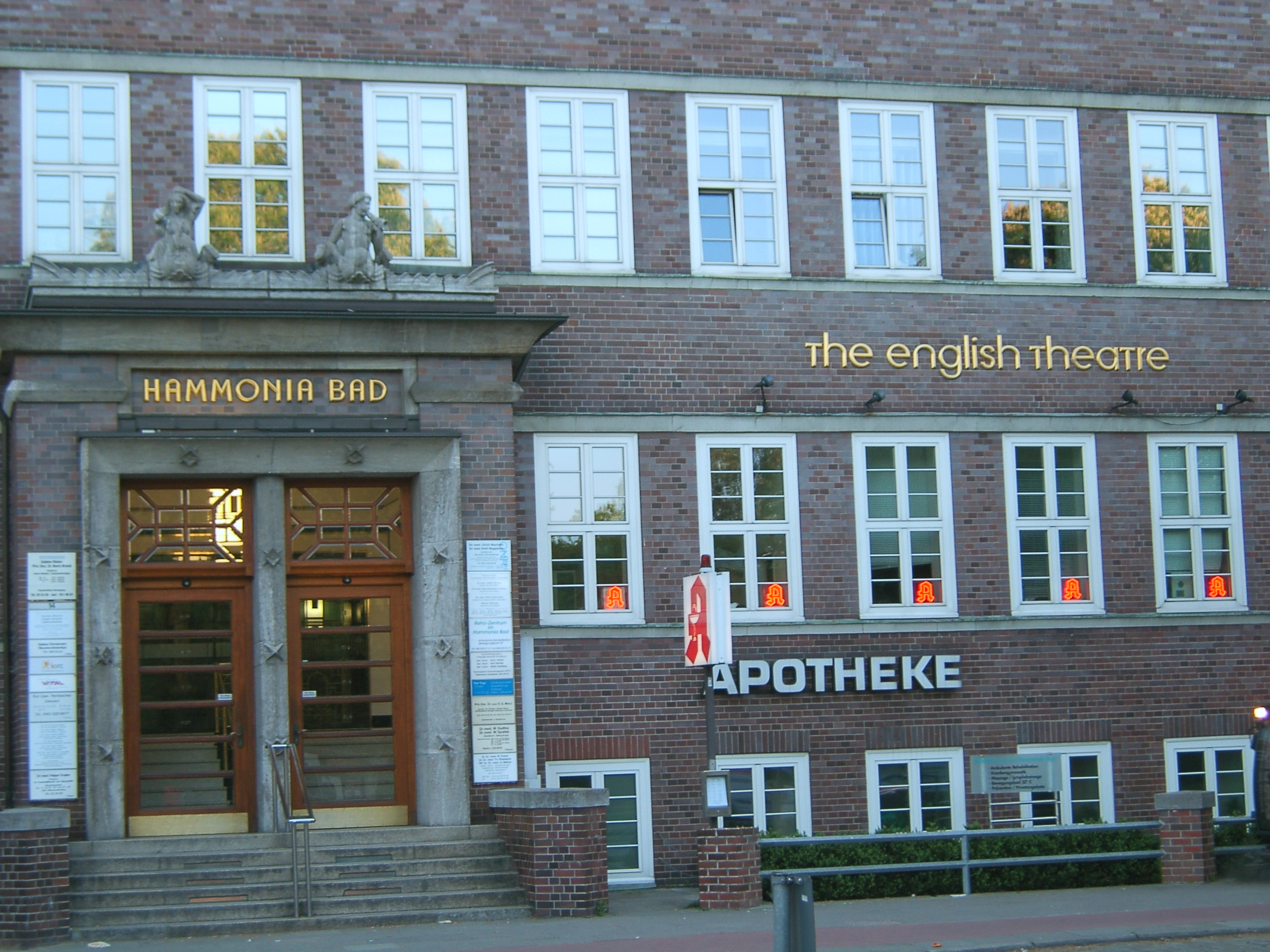
The English Theatre im Gebäude Hammonia-Bad

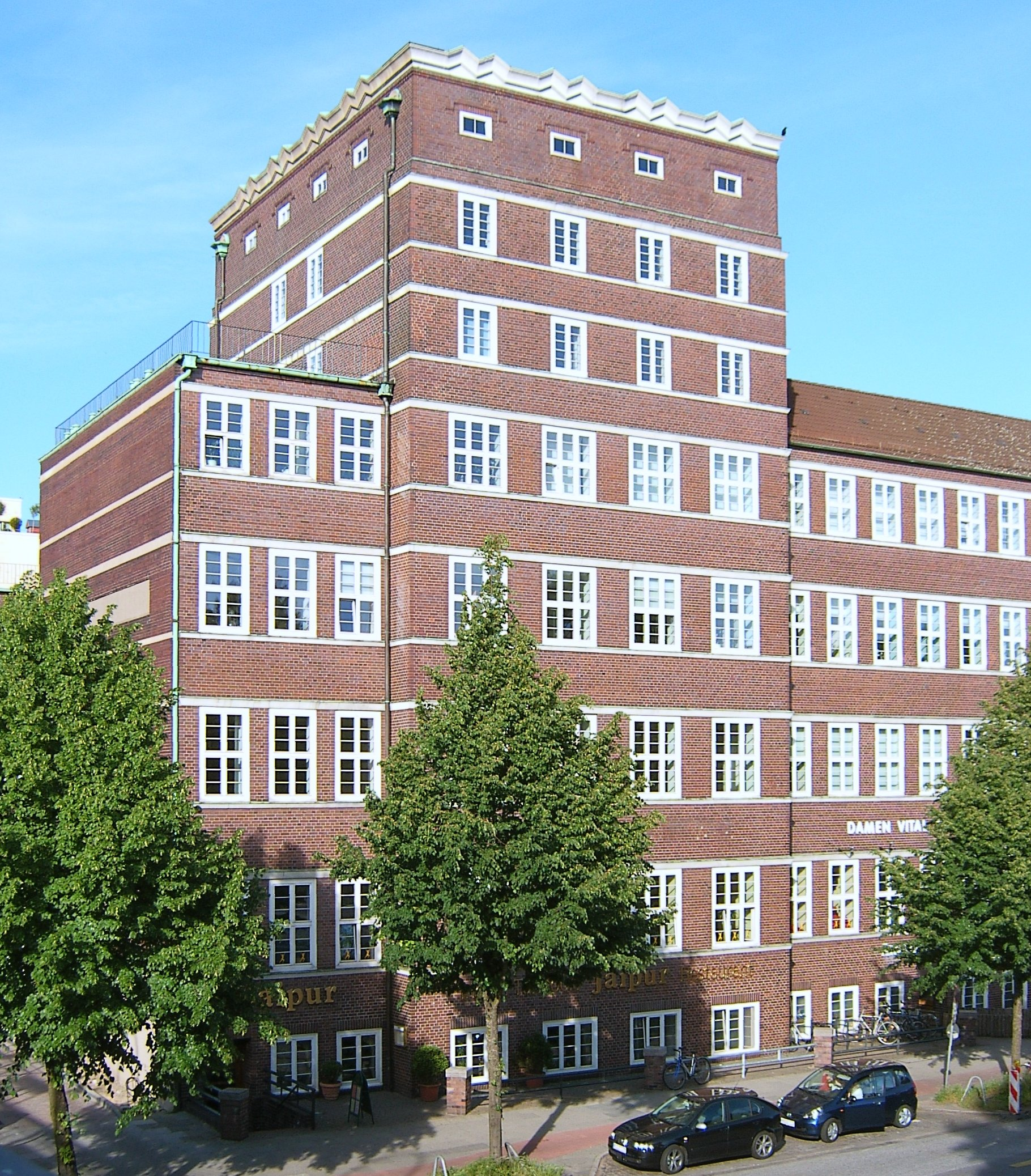
Hammonia-Bad

Das Ernst-Deutsch-Theater – als „Junges Theater“ gegründet – zog 1964 zur Mundsburg. Der Platz vor dem Theater wurde 2002 nach Friedrich Schütter, dem Mitbegründer, Intendanten und Schauspieler der Privatbühne benannt. Blickfang des Eingangsbereichs zum Theater bildet nach einer Umgestaltung von Bahnhofs- und Theatervorplatz die im August 2009 eingeweihte 17 Meter hohe, rote Stele des Designers Peter Schmidt.
Auf der östlichen Seite des Bahnhofs fand The English Theatre seine Spielstätte im früheren Hammonia-Bad am Lerchenfeld. Hier werden ausschließlich Stücke in englischer Sprache aufgeführt. Der überwiegende Teil des expressionistischen Klinkergebäudes, das 1926 bis 1928 als Kurhaus und Badeanstalt entstand, beherbergt heute Arztpraxen unterschiedlicher Fachrichtungen und ein Restaurant.
Das Mundsburg-Theater war ein bereits in den 1930er Jahren bestehendes Kino, das trotz Kriegsschäden als eines von zehn Hamburger Lichtspielhäusern 1945 wieder für die Zivilbevölkerung geöffnet werden durfte. Nach Renovierung 1957 wurde es als UFA-Mundsburg mit 1400 Plätzen in Parkett und Rang zum damals größten UFA-Kino der Stadt. Nach Einstellung des Betriebes 1962 wurde in dem Haus 1964 das Ernst-Deutsch-Theater eröffnet. Der Filmbetrieb des Mundburg-Kinos setzte sich später unter wechselnden Namen an der Hamburger Straße im Mundsburg-Zentrum fort, das 1998 zu einem Multiplex-Kino mit über 2000 Plätzen in acht Sälen umgebaut wurde.

## Infrastruktur

### Sielnetz-Knotenpunkt
Am nördlichen Vorplatz des U-Bahnhofs Mundsburg liegen mehrere Einstiegsschächte in den östlichen Zweig des Geest-Stammsiels der Hamburger Stadtentwässerung (HSE). Das Osterbek-Stammsiel führt als drei Kilometer lange Röhre mit 2,5 Meter Durchmesser von der Hufnerstraße (Barmbek) über Mundsburg zur Kuhmühle. Abzweigungen führen nach Norden zur Heinrich-Hertz-Straße und nach Westen zum Mundsburger Damm.
Durch die umfangreichen Bauarbeiten blieb auf dem nördlichen Vorplatz nur noch Platz für drei Bäume und einige Büsche.

### Richtfunk- und Mobilfunkstationen
Auf den drei Hochhaustürmen und auf zwei weiteren Gebäuden an der Mundsburg sind Antennen für Richtfunk bzw. für Mobilfunk installiert. Unter anderem befand sich auf einem der Hochhaustürme eine sogenannte „Ultra High Site“ (UHS) für das UMTS-Netz von E-Plus.